# Lista chorążych państw uczestniczących w Zimowych Igrzyskach Olimpijskich 2018
Lista przedstawia chorążych państw uczestniczących w Zimowych Igrzyskach Olimpijskich 2018 w Pjongczangu. Ustalona została na podstawie hangulu, która decydowała o kolejności prezentacji reprezentacji. Podczas ceremonii zostały zachowane tradycje związane z kolejnością wychodzenia reprezentacji na stadion. Pierwsze kroki wykonali tradycyjnie reprezentanci Grecji. Stawkę zamykała, jako gospodarz, Korea Południowa, jednak razem z reprezentantami Korei Północnej. Miało to zbliżyć oba państwa do jedności Półwyspu Koreańskiego. Reprezentacja wystąpiła pod flagą zjednoczenia. Była to czwarta ceremonia z wspólnym udziałem tych obu państw.

## Lista
| Numer | Państwo                      | Koreańska nazwa                  | Chorąży                      | Dyscyplina            |
| ----- | ---------------------------- | -------------------------------- | ---------------------------- | --------------------- |
| 1     | Grecja                       | 그리스                           | Sofia Rali                   | Narciarstwo alpejskie |
| 2     | Ghana                        | 가나                             | Akwasi Frimpong              | Skeleton              |
| 3     | Nigeria                      | 나이지리아                       | Ngozi Onwumere               | Bobsleje              |
| 4     | Południowa Afryka            | 남아프리카 공화국                | Connor Wilson                | Narciarstwo alpejskie |
| 5     | Holandia                     | 네덜란드                         | Jan Smeekens                 | Łyżwiarstwo szybkie   |
| 6     | Norwegia                     | 노르웨이                         | Emil Hegle Svendsen          | Biathlon              |
| 7     | Nowa Zelandia                | 뉴질랜드                         | Beau-James Wells             | Narciarstwo dowolne   |
| 8     | Dania                        | 덴마크                           | Elena Møller Rigas           | Łyżwiarstwo szybkie   |
| 9     | Niemcy                       | 독일                             | Eric Frenzel                 | Kombinacja norweska   |
| 10    | Timor Wschodni               | 동티모르                         | Yohan Goutt Gonçalves        | Narciarstwo alpejskie |
| 11    | Łotwa                        | 라트비아                         | Daumants Dreiškens           | Bobsleje              |
| 12    | Liban                        | 레바논                           | Samer Tawk                   | Biegi narciarskie     |
| 13    | Rumunia                      | 루마니아                         | Marius Ungureanu             | Biathlon              |
| 14    | Luksemburg                   | 룩셈부르크                       | Matthieu Osch                | Narciarstwo alpejskie |
| 15    | Litwa                        | 리투아니아                       | Tomas Kaukėnas               | Biathlon              |
| 16    | Liechtenstein                | 리히텐슈타인                     | Marco Pfiffner               | Narciarstwo alpejskie |
| 17    | Madagaskar                   | 마다가스카르                     | Mialitiana Clerc             | Narciarstwo alpejskie |
| 18    | Malezja                      | 말레이시아                       | Julian Yee                   | Łyżwiarstwo figurowe  |
| 19    | Meksyk                       | 멕시코                           | Germán Madrazo               | Biegi narciarskie     |
| 20    | Monako                       | 모나코                           | Rudy Rinaldi                 | Bobsleje              |
| 21    | Maroko                       | 모로코                           | Samir Azzimani               | Biegi narciarskie     |
| 22    | Czarnogóra                   | 몬테네그로                       | Jelena Vujičić               | Narciarstwo alpejskie |
| 23    | Mołdawia                     | 몰도바                           | Nicolae Gaiduc               | Biegi narciarskie     |
| 24    | Malta                        | 몰타                             | Élise Pellegrin              | Narciarstwo alpejskie |
| 25    | Mongolia                     | 몽골                             | Batmönchijn Arczbadrach      | Biegi narciarskie     |
| 26    | Stany Zjednoczone            | 미국                             | Erin Hamlin                  | Saneczkarstwo         |
| 27    | Bermudy                      | 버뮤다                           | Tucker Murphy                | Biegi narciarskie     |
| 28    | Belgia                       | 벨기에                           | Seppe Smits                  | Snowboarding          |
| 29    | Białoruś                     | 벨라루스                         | Ała Cuper                    | Narciarstwo dowolne   |
| 30    | Bośnia i Hercegowina         | 보스니아 헤르체고비나            | Elvedina Muzaferija          | Narciarstwo alpejskie |
| 31    | Boliwia                      | 볼리비아                         | Simon Breitfuss Kammerlander | Narciarstwo alpejskie |
| 32    | Bułgaria                     | 불가리아                         | Radosław Jankow              | Snowboarding          |
| 33    | Brazylia                     | 브라질                           | Édson Bindilatti             | Bobsleje              |
| 34    | San Marino                   | 산마리노                         | Alessandro Mariotti          | Narciarstwo alpejskie |
| 35    | Serbia                       | 세르비아                         | Nevena Ignjatović            | Narciarstwo alpejskie |
| 36    | Szwecja                      | 스웨덴                           | Niklas Edin                  | Curling               |
| 37    | Szwajcaria                   | 스위스                           | Dario Cologna                | Biegi narciarskie     |
| 38    | Hiszpania                    | 스페인                           | Lucas Eguibar                | Snowboarding          |
| 39    | Słowacja                     | 슬로바키아                       | Veronika Velez-Zuzulová      | Narciarstwo alpejskie |
| 40    | Słowenia                     | 슬로베니아                       | Vesna Fabjan                 | Biegi narciarskie     |
| 41    | Singapur                     | 싱가포르                         | Cheyenne Goh                 | Short track           |
| 42    | Armenia                      | 아르메니아                       | Mikajel Mikajelian           | Biegi narciarskie     |
| 43    | Argentyna                    | 아르헨티나                       | Sebastiano Gastaldi          | Narciarstwo alpejskie |
| 44    | Islandia                     | 아르헨티나                       | Sebastiano Gastaldi          | Narciarstwo alpejskie |
| 45    | Irlandia                     | 아일랜드                         | Seamus O’Connor              | Snowboarding          |
| 46    | Azerbejdżan                  | 아제르바이잔                     | Patrick Brachner             | Narciarstwo alpejskie |
| 47    | Andora                       | 안도라                           | Irineu Esteve Altimiras      | Biegi narciarskie     |
| 48    | Albania                      | 알바니아                         | Suela Mëhilli                | Narciarstwo alpejskie |
| 49    | Erytrea                      | 에리트레아                       | Shannon-Ogbani Abeda         | Narciarstwo alpejskie |
| 50    | Estonia                      | 에스토니아                       | Saskia Alusalu               | Łyżwiarstwo szybkie   |
| 51    | Ekwador                      | 에콰도르                         | Klaus Jungbluth              | Biegi narciarskie     |
| 52    | Wielka Brytania              | 영국                             | Elizabeth Yarnold            | Skeleton              |
| 53    | Australia                    | 오스트레일리아                   | Scotty James                 | Snowboarding          |
| 54    | Austria                      | 오스트리아                       | Anna Veith                   | Narciarstwo alpejskie |
| 55    | Sportowcy olimpijscy z Rosji | 러시아 출신 올림픽 선수          | wolontariusz                 |                       |
| 56    | Uzbekistan                   | 우즈베키스탄                     | Komiljon Tukhtaev            | Narciarstwo alpejskie |
| 57    | Ukraina                      | 우크라이나                       | Ołena Pidhruszna             | Biathlon              |
| 58    | Iran                         | 이란                             | Samaneh Beyrami Baher        | Biegi narciarskie     |
| 59    | Włochy                       | 이탈리아                         | Arianna Fontana              | Short track           |
| 60    | Izrael                       | 이스라엘                         | Alexei Bychenko              | Łyżwiarstwo figurowe  |
| 61    | Indie                        | 인도                             | Shiva Keshavan               | Saneczkarstwo         |
| 62    | Japonia                      | 일본                             | Noriaki Kasai                | Skoki narciarskie     |
| 63    | Jamajka                      | 자메이카                         | Jazmine Fenlator             | Bobsleje              |
| 64    | Gruzja                       | 조지아                           | Moris Kwitelaszwili          | Łyżwiarstwo figurowe  |
| 65    | Chińska Republika Ludowa     | 중국                             | Zhou Yang                    | Short track           |
| 66    | Czechy                       | 체코                             | Eva Samková                  | Snowboarding          |
| 67    | Chile                        | 칠레                             | Henrik von Appen             | Narciarstwo alpejskie |
| 68    | Kazachstan                   | 카자흐스탄                       | Abzał Ażgalijew              | Short track           |
| 69    | Kanada                       | 캐나다                           | Tessa Virtue i Scott Moir    | Łyżwiarstwo figurowe  |
| 70    | Kenia                        | 케냐                             | Sabrina Simader              | Narciarstwo alpejskie |
| 71    | Kosowo                       | 코소보                           | Albin Tahiri                 | Narciarstwo alpejskie |
| 72    | Kolumbia                     | 콜롬비아                         | Pedro Causil                 | Łyżwiarstwo szybkie   |
| 73    | Chorwacja                    | 크로아티아                       | Natko Zrnčić-Dim             | Narciarstwo alpejskie |
| 74    | Kirgistan                    | 키르기스스탄                     | Tariel Zharkymbaev           | Biegi narciarskie     |
| 75    | Cypr                         | 키프로스                         | Dinos Lefkaritis             | Narciarstwo alpejskie |
| 76    | Chińskie Tajpej              | 차이니스 타이베이                | Lien Te-an                   | Saneczkarstwo         |
| 77    | Tajlandia                    | 태국                             | Mark Chanloung               | Biegi narciarskie     |
| 78    | Turcja                       | 터키                             | Fatih Arda İpcioğlu          | Skoki narciarskie     |
| 79    | Togo                         | 토고                             | Mathilde Amivi Petitjean     | Biegi narciarskie     |
| 80    | Tonga                        | 통가                             | Pita Taufatofua              | Biegi narciarskie     |
| 81    | Pakistan                     | 파키스탄                         | Muhammad Karim               | Narciarstwo alpejskie |
| 82    | Portugalia                   | 포르투갈                         | Kequyen Lam                  | Biegi narciarskie     |
| 83    | Polska                       | 폴란드                           | Zbigniew Bródka              | Łyżwiarstwo szybkie   |
| 84    | Portoryko                    | 푸에르토리코                     | Charles Flaherty             | Narciarstwo alpejskie |
| 85    | Francja                      | 프랑스                           | Martin Fourcade              | Biathlon              |
| 86    | Macedonia                    | 구유고슬라비아 마케도니아 공화국 | Stawre Jada                  | Biegi narciarskie     |
| 87    | Finlandia                    | 핀란드                           | Janne Ahonen                 | Skoki narciarskie     |
| 88    | Filipiny                     | 필리핀                           | Asa Miller                   | Narciarstwo alpejskie |
| 89    | Węgry                        | 헝가리                           | Konrád Nagy                  | Łyżwiarstwo szybkie   |
| 90    | Hongkong                     | 홍콩 차이나                      | Arabella Ng                  | Narciarstwo alpejskie |
| 91    | Korea                        | 코리아                           | Won Yun-jong                 | Bobsleje              |
| 91    | Korea                        | 코리아                           | Hwang Chung-gum              | Hokej na lodzie       |